# Circolo enteroepatico
Il circolo enteroepatico è un percorso che seguono alcuni farmaci, una volta assorbiti dall'organismo, che ne permette il passaggio dal fegato all'intestino, e dall'intestino di nuovo al fegato, in modo da prolungarne la permanenza nei tessuti, potenziando l'effetto terapeutico ma anche gli eventuali effetti tossici.
I farmaci con un peso molecolare superiore a 500 Da possono essere eliminati dal tratto gastroenterico, normalmente dopo aver subito processi di glucuronazione a livello epatico. Le reazioni di coniugazione aumentano infatti il peso molecolare di alcuni farmaci, e li rendono particolarmente sensibili all'eliminazione tramite le vie biliari, utilizzando sistemi di trasporto dell'epatocita facenti parte della famiglia delle proteine ABC, della Glicoproteina P e dei sistemi canalicolari di escrezione di anioni organici. 
I farmaci escreti attraverso le vie biliari raggiungono il tratto intestinale; a questo livello alcuni batteri del microbiota umano possono produrre la β-glucuronidasi, enzima adibito alla rimozione dell'acido glucuronico precedentemente aggiunto al farmaco dai processi metabolici epatici; in questa forma, il farmaco è in grado di essere riassorbito dalla mucosa intestinale e, tramite la vena porta, raggiunge nuovamente il fegato, in un circuito chiuso che prende appunto il nome di circolo enteroepatico. La presenza del microbiota umano è importante per la produzione delle glucuronidasi e per garantire quindi che il farmaco possa muoversi tra fegato e intestino prolungando la sua permanenza nel corpo. Molti antibiotici, danneggiando il microbiota umano, possono ostacolare tutto il processo.